# Demyan Gavrilov
Demyan Aleksandrovitsj Gavrilov (Kazachs: Демьян Александрович Гаврилов) (31 juli 1997, Almaty) is een Kazachse langebaanschaatser.

## Records

### Persoonlijke records
| Afstand      | Tijd     | Datum           | Baan       |
| ------------ | -------- | --------------- | ---------- |
| 500 meter    | 36,58    | 14 maart 2019   | Calgary    |
| 1000 meter   | 1.10,16  | 14 maart 2019   | Calgary    |
| 1500 meter   | 1.47,17  | 30 januari 2021 | Heerenveen |
| 3000 meter   | 3.44,27  | 9 maart 2019    | Calgary    |
| 5000 meter   | 6.34,81  | 8 februari 2020 | Calgary    |
| 10.000 meter | 14.34,23 | 24 maart 2018   | Minsk      |

(laatst bijgewerkt: 30 januari 2021)

## Resultaten
| Jaar | WK Allround             | WK Afstanden                         | WK Junioren                  |
| ---- | ----------------------- | ------------------------------------ | ---------------------------- |
| 2016 |                         |                                      | 41e 500m 29e 1000m 23e 1500m |
| 2017 |                         |                                      | 26e (40e, 44e, 46e, 37e)     |
|      |                         |                                      |                              |
| 2019 |                         | 8e achtervolging                     |                              |
| 2020 | NC19 (17e, 23e, 17e, -) |                                      |                              |
| 2021 |                         | 23e 1000m 13e 1500m 6e achtervolging |                              |

(#, #, #, #) = afstandspositie op juniorentoernooi (500m, 1500m, 1000m, 5000m) of op allroundtoernooi (500m, 5000m, 1500m, 10.000m).
NC19 = niet gekwalificeerd voor de laatste afstand, maar wel als 19e geklasseerd in de eindrangschikking